# Milan Černý
Milan Černý (Praga, 16 marzo 1988) è un calciatore ceco, centrocampista dello Hradec Králové.